# Отсадка
Отсадка (англ. skimping, jigging) — процесс гравитационного обогащения полезных ископаемых, который базируется на разделении зернистого материала по плотности в вертикальном пульсирующем потоке воды или сжатого воздуха знакопеременной скорости.

## Механизм отсадки
По типу среды разделения различают
- гидравлическую,
- пневматическую,
- суспензионную отсадку и
- отсадку с водо-воздушной смесью.

Восходящий поток вызывает разрыхление отсадочной постели, нисходящий — её уплотнение с постепенным формированием на решете слоя зёрен тяжёлого продукта. При этом постель перемещается в продольном направлении, и в конце пути происходит раздельная выгрузка тяжёлого (нижнего) и лёгкого (верхнего) продуктов отсадки. При обогащении руд полезный продукт сосредотачивается в нижнем слое постели, а пустая порода — в верхнем.
При обогащении угля, наоборот, концентрат сосредотачивается в верхнем слое, а порода откладывается на решете.

## Гипотезы отсадки
В теоретических исследованиях отсадки определились два принципиальных направления:
- детерминистское и
- массово-статистическое.

В основе первого — изучение закономерностей движения отдельного зерна в стеснённых условиях, второго — совокупности зёрен. Первое направление разработано на уровне так называемой детерминистской модели, второе — суспензионной, энергетической и массово-статистической модели (гипотезы).
Детерминистская модель отсадки рассматривает скорости и ускорения отдельных частичек как функции их физических свойств — плотности, крупности, формы и т. д. Она включает гипотезу начальных скоростей и начальных ускорений и позволяет качественно оценить параметры процесса отсадки, выделить факторы, влияющие на расслоение материала, установить тенденции перемещения частичек в отсадочной постели.
Суть суспензионной модели заключается в том, что отсадочная постель рассматривается как тяжёлая суспензия, в которой разделение материала по плотности протекает по законам, справедливым для тяжёлой среды.
Согласно энергетической гипотезе (Ф. Майера) отсадочная постель является механически неустойчивой системой, имеющей запас потенциальной энергии. При подведении внешней энергии для разрыхления отсадочного материала постель занимает более энергетически выгодное положение, что сопровождается расслоением материала по плотности.
Основная задача массово-статистической модели — это определение физических факторов и закономерностей формирования отсадочной постели. Основное допущение этой гипотезы: число частичек, которые выделились в свой слой равновесия, пропорционально числу этих же частичек в зоне разделения.

## Применение
В технологических схемах обогатительных фабрик отсадка применяется как в качестве основной операции обогащения с получением конечных продуктов, так и в качестве вспомогательной операции в комбинации с концентрацией на столах, магнитной сепарацией, флотацией и другими методами обогащения.
Область применения гидравлической отсадки охватывает минеральное сырьё:
- с плотностью от 1200 до 15 600 кг/м³,
- с разницей плотности полезного компонента и пустой породы — от 300 до 13 000 кг/м³,
- с крупностью обогащаемого материала — от 0,05 (0,074) до 250 мм.

Пневматическая отсадка пригодна лишь для обогащения материалов плотностью 1200—2600 кг/м³, например, для бурого или каменного угля с плотностью органической (угольной) массы не выше 1400 кг/м³.
Отсадка применяется для обогащения руд чёрных металлов (в частности, бурого железняка, мартита, псиломелана, манганита, пиролюзита), рассыпных руд (касситерита, вольфрамита, танталита, ниобита, а также титаново-циркониевых, ториевых руд, золота и платины, алмазов), коренных руд вольфрамита, касситерита.
При переработке угля отсадка является одним из основных процессов гравитационного обогащения. Различают отсадку крупного угля (> 10-13 мм), мелкого угля (<10-13 мм), отсадку ширококлассифицированного угля — общее обогащение в отсадочной машине крупных и мелких классов угля (как правило, 0,5-80 или 0,5-100 мм), отсадку неклассифицированного угля.